# Carlos de Tomás
Carlos de Tomás (Navalmoral de la Mata, Cáceres, 9 de mayo de 1960) es un escritor español. Cultiva la poesía, como la novela y el relato.

## Biografía
Estudió en la Facultad de Derecho de la Universidad de Salamanca de 1977 a 1981. Máster de Administración Económico-Financiera, 1991. Aunque se dedicó a la consultoría, compaginando la creación literaria con la actividad empresarial en el sector turístico e inmobiliario, en la actualidad dedica todo su tiempo a la literatura.

## Obra literaria
En 1978 funda con el poeta Vicente Rodríguez Manchado la revista poética Atril en formato fanzine. Conecta con los miembros de la revista poética Aljaba (ambas revistas coexistieron entre 1978 y 1982 en Salamanca, apartadas de las corrientes oficialistas de la ciudad, que en aquel entonces era la revista Álamo y los poetas adscritos al Ateneo de Salamanca). En 1979 comienza a asistir con asiduidad a la tertulia Orilla Izquierda, dirigida por el entonces Vicerrector de la Universidad Pontificia de Salamanca Alfonso Ortega Carmona, fundador de la Cátedra de Poética “Fray Luis de León”. A esa tertulia acudían Jaime Siles o Aníbal Núñez, entre otros, con este último mantuvo una fluida relación. Esto supone un distanciamiento de su primera obra y de ahí saldrá, influido por los Novísimos, su segundo poemario Repetición de la Palabra (Anticuario). Escribe algunos artículos y reseñas literarias en el periódico El Adelanto. Incluido en la Antología Novísimos Extremeños. Se relaciona en Madrid con escritores como Francisca Aguirre o Fernando Quiñones, entre otros. Su última obra poética, Viaje astral, es una ficción en la que traduce los versos e impresiones del escritor norteamericano Otto Lecmar, mientras navega por la costa occidental de África, y el último libro del poeta italo-zamorano Hermelando Vitti. Ha prologado a otros autores y escrito artículos y también reseñas relacionados con la cultura para la revista Suite 101. Consecuencia de ir acumulando relatos, algunos de ellos publicados con posterioridad, surgen las obras de mayor envergadura, novelas que friccionan con el existencialismo y le hacen caricias a la novela negra no policiaca; en sus obras, el determinismo está siempre presente, como una soga que arrastra a los personajes, en muchas ocasiones hacia la fatalidad. De sus relatos largos han dicho que “...lo primero es el clima denso, claustrofóbico por momentos, que impregna cada página. Carlos de Tomás, con meticulosidad de araña, nos va envolviendo en él...”. Se ha señalado también, que “...entre la velada realidad de un presente enfermizo y desordenado, y tramas asfixiantes y misteriosas que desvelan un torrente de posibilidades..., el autor se confiesa atraído por el cyberpunk, corriente en la que mundos tecnológicamente sofisticados conviven con la precariedad humana. El reflejo de una sociedad decadente y deshumanizada que no es ajena a nuestros días... El lenguaje juega un papel primordial en el discurso narrativo del autor. Se muestra hábil desbrozando fórmulas descarnadas y vívidas, desprovistas de ornamentos, muy acordes con las voces de sus estrafalarios personajes errabundos y desorientados.”. La narrativa de Carlos de Tomás se encuentra impresa tanto en Lisboa; como en España.

### Poesía
- Atardecer,[21] 1979
- Repetición de la Palabra (Anticuario),[22] 1983
- Epítome para la sinfonía, 1986
- Poemas del destierro, 1986-1996
- En la soledad del escriba, 2002-2005
- Poemas de la Habana, 2005
- Antología 1986-2006. En la soledad del escriba,[23] 2010.
- Viaje Astral,[24] 2011.
- El jardín de las pavanas,[25] 2011.
- Dementia Inmaculata,[26] 2014.
- Levitaciones,[27] 2017.

### Novelas
- El cuaderno veintiuno,[28] 2009.
- Paisajes de Ceniza, 2010.
- Café Bramante,[29] 2011.
- La confesión del Libio,[30] 2012.
- La vida de Frank, 2013.
- Las chimeneas de Moscú,[31] 2014.
- Vidas en el margen,[32] 2015.
- Zapatos en la estrada,[33] 2018.
- Las mujeres del César,[34] 2020.
- El hacedor de hombres,[35] 2021.

### Biografías
- Lázaro López (1856-1903),[36] 2013.
- El anfitrión de Lord Wellington,[37] 2017

### Relatos
- El libro La ciudad gris y otros relatos,[38] 2011; es una antología de relatos hasta la fecha. Incluye:
  - Nieve sucia en la ciudad
  - La misión
  - Desde el otro lado
  - El señor Nájero
  - La ciudad gris
  - El húngaro
  - El bicho
  - Paisajes de Ceniza (nouvelle negra)
- En el libro El hombre que leía a Dumas,[39] 2011. Incluye el relato titulado: Agostinho Vieira
- Matar al presidente[25]
- El libro Hotel,[40] 2013; es una antología de relatos. Incluye:
  - Hotel
  - El enterrador de fotografías
  - Hotel Don Ramón
  - La vida de Frank (nouvelle)